# CAM Alè

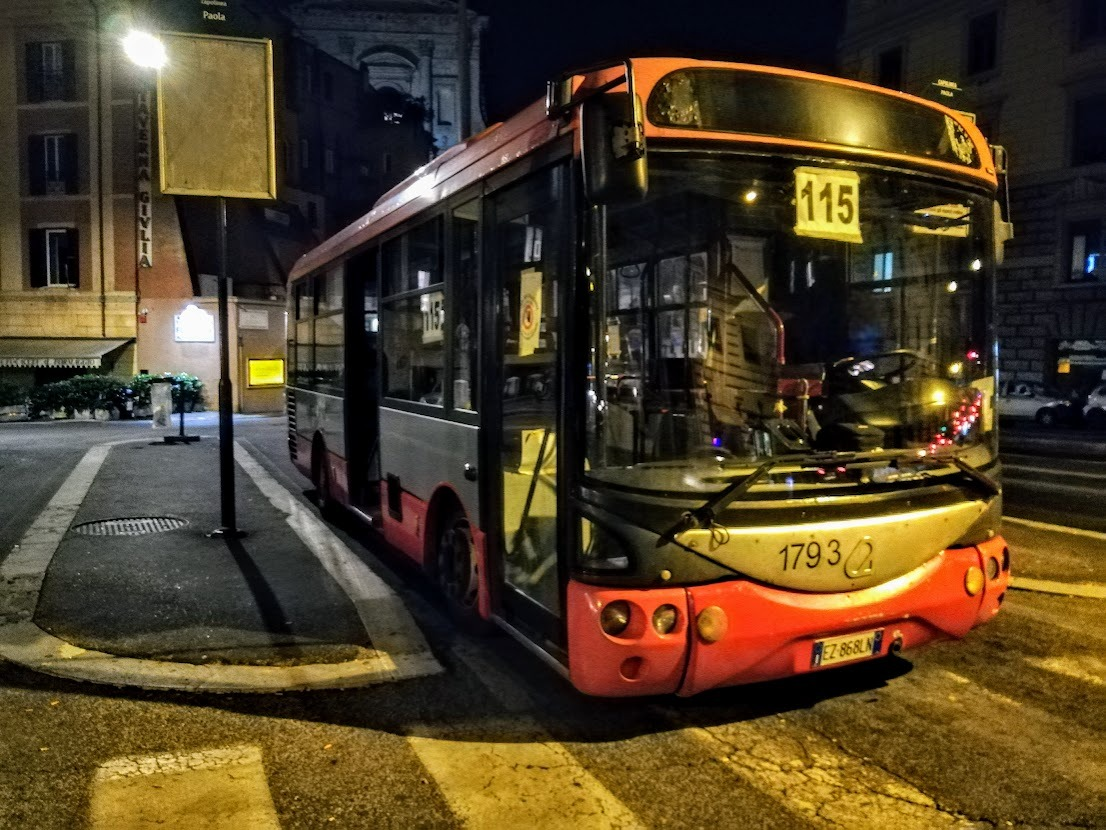
CAM Alè di ATAC in livrea Rossa Originale in servizio nella notte sulla linea 115 di Roma

Il CAM Alè è un autobus italiano prodotto dapprima da Carrozzeria Autodromo Modena (tra il 1999 e il 2003) e poi, dal 2006, dalla Rampini Carlo.

## Progetto
L'Alè venne progettato sul finire degli anni '90 per sostituire l'Iveco DownTown, minibus urbano di scarso successo prodotto per rimpiazzare il precedente Pollicino.
Fu prodotto a partire dal 1999 dalla CAM. Nel 2003 la produzione subì una battuta d'arresto a causa del fallimento della Carrozzeria Autodromo Modena, tuttavia la produzione fu ripresa nel 2006 ad opera della Rampini.

## Autodromo Alè (1999-2003)
Durante l'era CAM, l'Alè era equipaggiato con un motore 4 cilindri MAN DO824 LOH025 da 4580 cm3, erogante 155 cavalli e rispondente alla normativa Euro 3. Dotato di pianale ribassato e, a richiesta, di aria condizionata e pedana per la salita dei disabili, era prodotto nell'unica taglia di 7,8 metri.
- Lunghezza: 7.8 metri
- Porte: 2 o 3, rototraslanti
- Alimentazione: Gasolio, Ibrido
- Allestimento: Urbano, Suburbano

## Rampini Alè (dal 2006)

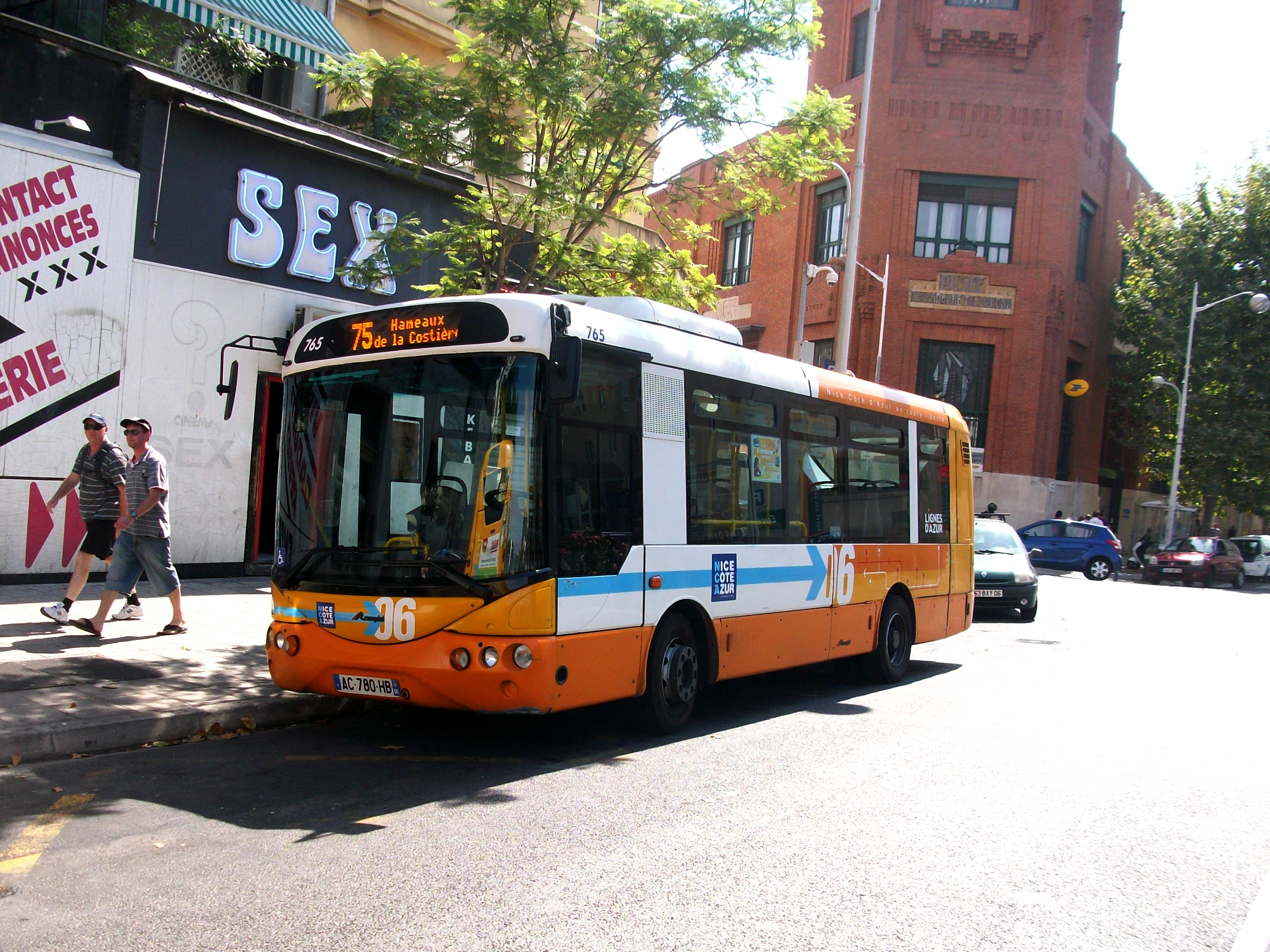
Rampini Alè in servizio a Nizza

A partire dal 2006 la produzione dell'Alè riprese ad opera della Rampini che per l'occasione sviluppò, per gli esemplari già prodotti, un kit di aggiornamento per risolvere i problemi di cui il veicolo soffriva, ridisegnando il ponte posteriore e lo sterzo.
La stessa azienda ha poi presentato una versione alimentata ad idrogeno (Alè Fuel Cell) e una con motore elettrico, equipaggiata con sistema di ricarica plug-in o tramite pantografo. Entrambe le versioni sono equipaggiate con sistema BMS studiato e realizzato dalla stessa azienda e unità di trazione prodotta da Siemens.
- Lunghezza: 7.8 metri
- Porte: 2 o 3, rototraslanti o scorrevoli
- Alimentazione: Gasolio[2], Elettrico[3], Fuel Cell[4]
- Allestimento: Urbano

## Diffusione
Durante il lungo periodo di produzione l'Alè ha conosciuto una grande diffusione sul territorio italiano.
Diversi esemplari sono stati acquistati da ATAC (che ne ha ceduto una parte a Roma TPL). Altri esemplari hanno circolato anche per ATV (Verona), AMT (Genova), ATAF (Firenze), TPER (Bologna), Trieste Trasporti, CSTP (Salerno), Conerobus (Ancona), che quest'ultima, nel 2000, acquistò 6 esemplari a gasolio, in allestimento urbano.
Con lo sviluppo delle versioni elettrica e a idrogeno, l'Alè ha ottenuto un piccolo successo anche all'estero, con esemplari circolanti per Wiener Linien (Vienna), DPP (Praga) e EMT (Madrid).

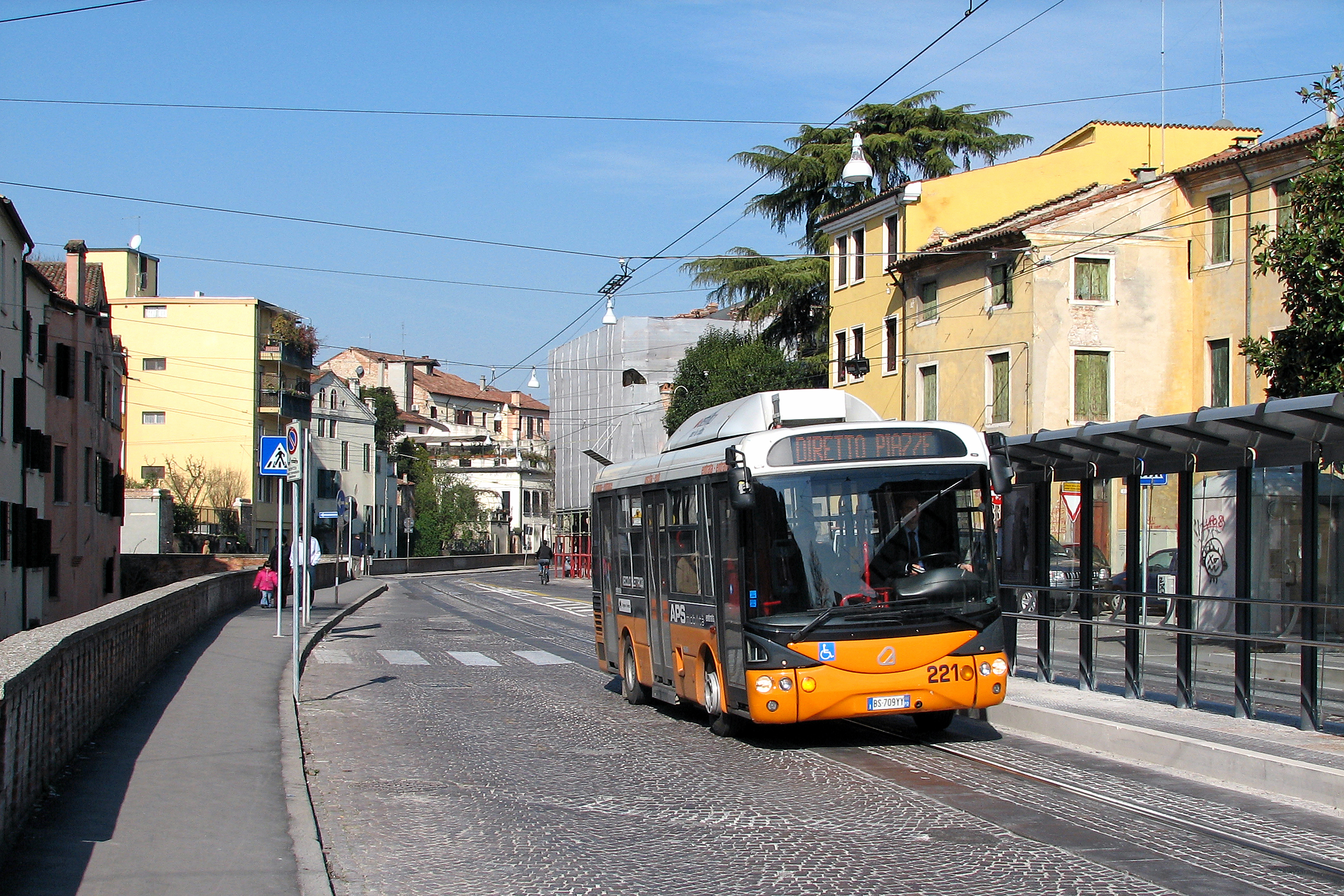
Autodromo Alè ibrido in servizio a Padova